# Grand Prix Číny 2015
Grand Prix Číny 2015 (oficiálně 2015 Formula 1 Chinese Grand Prix) se jela na okruhu Shanghai International Circuit v Šanghaji v Číně dne 12. dubna 2015. Závod byl třetím v pořadí v sezóně 2015 šampionátu Formule 1.

## Kvalifikace
| Poř.                       | No. | Jezdec           | Konstruktér             | Časy v kvalifikaci | Časy v kvalifikaci | Časy v kvalifikaci | Pořadí na startu |
| Poř.                       | No. | Jezdec           | Konstruktér             | Q1                 | Q2                 | Q3                 | Pořadí na startu |
| -------------------------- | --- | ---------------- | ----------------------- | ------------------ | ------------------ | ------------------ | ---------------- |
| 1                          | 44  | Lewis Hamilton   | Mercedes                | 1:38.285           | 1:36.423           | 1:35.782           | 1                |
| 2                          | 6   | Nico Rosberg     | Mercedes                | 1:38.496           | 1:36.747           | 1:35.824           | 2                |
| 3                          | 5   | Sebastian Vettel | Ferrari                 | 1:37.502           | 1:36.957           | 1:36.687           | 3                |
| 4                          | 19  | Felipe Massa     | Williams-Mercedes       | 1:38.433           | 1:37.357           | 1:36.954           | 4                |
| 5                          | 77  | Valtteri Bottas  | Williams-Mercedes       | 1:38.014           | 1:37.763           | 1:37.143           | 5                |
| 6                          | 7   | Kimi Räikkönen   | Ferrari                 | 1:37.790           | 1:37.109           | 1:37.232           | 6                |
| 7                          | 3   | Daniel Ricciardo | Red Bull Racing-Renault | 1:38.534           | 1:37.939           | 1:37.540           | 7                |
| 8                          | 8   | Romain Grosjean  | Lotus-Mercedes          | 1:38.209           | 1:38.063           | 1:37.905           | 8                |
| 9                          | 12  | Felipe Nasr      | Sauber-Ferrari          | 1:38.521           | 1:38.017           | 1:38.067           | 9                |
| 10                         | 9   | Marcus Ericsson  | Sauber-Ferrari          | 1:38.941           | 1:38.127           | 1:38.158           | 10               |
| 11                         | 13  | Pastor Maldonado | Lotus-Mercedes          | 1:38.563           | 1:38.134           |                    | 11               |
| 12                         | 26  | Daniil Kvjat     | Red Bull Racing-Renault | 1:39.051           | 1:38.209           |                    | 12               |
| 13                         | 33  | Max Verstappen   | Toro Rosso-Renault      | 1:38.387           | 1:38.393           |                    | 13               |
| 14                         | 55  | Carlos Sainz Jr. | Toro Rosso-Renault      | 1:38.622           | 1:38.538           |                    | 14               |
| 15                         | 11  | Sergio Pérez     | Force India-Mercedes    | 1:38.903           | 1:39.290           |                    | 15               |
| 16                         | 27  | Nico Hülkenberg  | Force India-Mercedes    | 1:39.216           |                    |                    | 16               |
| 17                         | 22  | Jenson Button    | McLaren-Honda           | 1:39.276           |                    |                    | 17               |
| 18                         | 14  | Fernando Alonso  | McLaren-Honda           | 1:39.280           |                    |                    | 18               |
| 19                         | 28  | Will Stevens     | MRT-Ferrari             | 1:42.091           |                    |                    | 19               |
| 20                         | 98  | Roberto Merhi    | MRT-Ferrari             | 1:42.842           |                    |                    | 20               |
| 107% času vítěze: 1:44.327 |     |                  |                         |                    |                    |                    |                  |
| Zdroj:                     |     |                  |                         |                    |                    |                    |                  |

## Závod
| Poř.   | No. | Jezdec           | Konstruktér             | Počet kol | Čas/Odstoupení | Pořadí na startu | Body |
| ------ | --- | ---------------- | ----------------------- | --------- | -------------- | ---------------- | ---- |
| 1      | 44  | Lewis Hamilton   | Mercedes                | 56        | 1:39:42.008    | 1                | 25   |
| 2      | 6   | Nico Rosberg     | Mercedes                | 56        | +0.714         | 2                | 18   |
| 3      | 5   | Sebastian Vettel | Ferrari                 | 56        | +2.988         | 3                | 15   |
| 4      | 7   | Kimi Räikkönen   | Ferrari                 | 56        | +3.835         | 6                | 12   |
| 5      | 19  | Felipe Massa     | Williams-Mercedes       | 56        | +8.544         | 4                | 10   |
| 6      | 77  | Valtteri Bottas  | Williams-Mercedes       | 56        | +9.885         | 5                | 8    |
| 7      | 8   | Romain Grosjean  | Lotus-Mercedes          | 56        | +19.008        | 8                | 6    |
| 8      | 12  | Felipe Nasr      | Sauber-Ferrari          | 56        | +22.625        | 9                | 4    |
| 9      | 3   | Daniel Ricciardo | Red Bull Racing-Renault | 56        | +32.117        | 7                | 2    |
| 10     | 9   | Marcus Ericsson  | Sauber-Ferrari          | 55        | +1 kolo        | 10               | 1    |
| 11     | 11  | Sergio Pérez     | Force India-Mercedes    | 55        | +1 kolo        | 15               |      |
| 12     | 14  | Fernando Alonso  | McLaren-Honda           | 55        | +1 kolo        | 18               |      |
| 13     | 55  | Carlos Sainz Jr. | Toro Rosso-Renault      | 55        | +1 kolo        | 14               |      |
| 14     | 22  | Jenson Button    | McLaren-Honda           | 55        | +1 kolo        | 17               |      |
| 15     | 28  | Will Stevens     | MRT-Ferrari             | 54        | +2 kola        | 19               |      |
| 16     | 98  | Roberto Merhi    | MRT-Ferrari             | 54        | +2 kola        | 20               |      |
| 17     | 33  | Max Verstappen   | Toro Rosso-Renault      | 52        | Hnací ústrojí  | 13               |      |
| Ret    | 13  | Pastor Maldonado | Lotus-Mercedes          | 49        | Brzdy          | 11               |      |
| Ret    | 26  | Daniil Kvjat     | Red Bull Racing-Renault | 15        | Motor          | 12               |      |
| Ret    | 27  | Nico Hülkenberg  | Force India-Mercedes    | 9         | Převodovka     | 16               |      |
| Zdroj: |     |                  |                         |           |                |                  |      |

Poznámky
1. ↑  Jenson Button obdržel trest přičtení 5 sekund k času v cíli za zavinění kolize s Pastorem Maldonadem.
2. ↑  Roberto Merhi obdržel trest přičtení 5 sekund k času v cíli za nedostatečné zpomalení během safety caru.
3. ↑  Max Verstappen odstoupil ze závodu, ale byl klasifikován, protože odjel více než 90 % délky závodu.

## Průběžné pořadí po závodě
Pohár jezdců
|  | Pořadí | Jezdec           | Body |
|  | ------ | ---------------- | ---- |
|  | 1      | Lewis Hamilton   | 68   |
|  | 2      | Sebastian Vettel | 55   |
|  | 3      | Nico Rosberg     | 51   |
|  | 4      | Felipe Massa     | 30   |
|  | 5      | Kimi Räikkönen   | 24   |

Pohár konstruktérů
|   | Pořadí | Konstruktér             | Body |
| - | ------ | ----------------------- | ---- |
|   | 1      | Mercedes                | 119  |
|   | 2      | Ferrari                 | 79   |
|   | 3      | Williams-Mercedes       | 48   |
|   | 4      | Sauber-Ferrari          | 19   |
| 1 | 5      | Red Bull Racing-Renault | 13   |